# 小行星97637
小行星97637（97637 Blennert）是一颗绕太阳运转的小行星，为主小行星带小行星。该小行星于2000年3月20日发现。
該小行星以美國隕石獵人約翰·布蘭納特（John Blennert）命名。

## 轨道参数
小行星97637的轨道半长轴为459 006 894 km，3.0682279 UA，离心率为0.163。